# Université de l'Ohio
 (décembre 2022).
L'université de l'Ohio (en anglais : Ohio University) est une université publique installée dans la ville d'Athens dans l'Ohio sur un campus de 7,3 km2.

## Historique
Fondé le 18 février 1804, c'est le plus ancien collège de l'Ohio. Dans les années 2000, il accueille plus de 20 000 étudiants.
Le section sportive se nomme les Bobcats de l'Ohio et compte 16 équipes.

## Personnalités liées à l'université

### Étudiants
- Phoebe Beasley
- Joe Eszterhas
- Ollie Klee
- Chris Parks, mieux connu sous le nom d'Abyss